# Endeløse nat
 Ikke at forveksle med Endeløs nat.
Endeløse nat er en dansk dokumentarfilm fra 2025, der er skrevet og instrueret af Torben Skjødt Jensen. Filmen skildrer det danske kvinderockband Miss B. Haven.
Filmens titelnummer, der også har navnet Endeløse nat, udkom som en single i forbindelse med filmens premiere.

## Handling
Filmen er en musikdokumentar om det danske kvinderockband Miss B. Haven. Den er et portræt af bandets musikere, der havde rødder i punkbevægelsen sidst i 1970'erne, men videreudviklede sig, fordi de ville spille ligesom mændene og samtidig ses og høres. Lise Cabble, Mette Soele Zachau Mathiesen, Lene Lykke Davidsen, Minna Grooss og afdøde Anne Vig Skoven skabte sammen med en række andre kvinder i årene fra 1975 til 1997 punk/indie-kvindebandet Clinic Q, der senere blev til pop/rockbandet Miss B. Haven, der fik international succes. Filmen skildrer bandets opture og nedture i løbet af karrieren.

## Medvirkende
- Lene Lykke Davidsen
- Lise Cabble
- Mette Soele Zachau Mathiesen
- Minna Grooss

## Modtagelse
Filmmagasinet Ekko gav filmen fire stjerner ud af seks mulige. Anmelderen mente, at filmen ikke var dybt original og noget slavisk i sin gennemgang af bandets historie, men giver et godt portræt af bandmedlemmernes personligheder.